# Carrière de Fief de Foye
Carrière de Fief de Foye este o arie protejată (sit de importanță comunitară — SCI) din Franța întinsă pe o suprafață de 16,8 ha, integral pe uscat.

## Localizare
Centrul sitului Carrière de Fief de Foye este situat la coordonatele 45°50′38″N 0°48′30″W / 45.84389°N 0.80833°V.

## Înființare
Situl Carrière de Fief de Foye a fost declarat arie specială de conservare în baza directivei 92/43 din 1992 referitoare la conservarea habitatelor naturale și a faunei și florei sălbatice pentru a proteja 8 specii de animale.

## Biodiversitate
Situată în ecoregiunea atlantică, aria protejată conține 1 habitat natural: Pajiști uscate seminaturale și facies de acoperire cu tufișuri pe substraturi calcaroase (Festuco-Brometalia) (* situri importante pentru orhidee).
La baza desemnării sitului se află mai multe specii protejate de  mamifere (8): liliac cârn (Barbastella barbastellus), liliac cu aripi lungi (Miniopterus schreibersii), liliac cu urechi mari (Myotis bechsteinii), liliac cărămiziu (Myotis emarginatus), liliac comun (Myotis myotis), liliacul mediteranean cu potcoavă (Rhinolophus euryale), liliacul mare cu potcoavă (Rhinolophus ferrumequinum), liliacul mic cu potcoavă (Rhinolophus hipposideros).
Pe lângă speciile protejate, pe teritoriul sitului au mai fost identificate 11 specii de mamifere.